# 2017 MB7
2017 MB7は、2017年6月22日に米国ハワイのハレアカラ天文台で発見された天体である。この天体は2021年現在、太陽系外縁天体において最大の遠日点を持つ天体である。

## 軌道
この天体の軌道は他の天体に類を見ないほど特異なものとなっており、近日点は木星の軌道の内側に存在し遠日点は太陽と地球の距離の3000倍近くの場所に存在する。 前回の近日点通過は2016年11月である。
| 軌道進化—重心要素 |         |         |                 |
| 年 （エポック）   | 遠日点  | 準主軸  | オービタル 限目 |
| 1600              | 2000 AU | 1000 AU | 33、000年       |
| 2017年            | 1600 AU | 780 AU  | 22、000年       |
| 2400              | 2800 AU | 1400 AU | 54、000年       |